# 金乙東
金乙東（：／ Kim Eul-dong；1945年10月10日—），大韓民國政治家和前女演員。曾任第18屆（比例代表）、第19屆（首爾松坡丙）國會議員，也是新世界黨的最高委員，正黨、自由韓國黨最高委員兼常任顧問。她是金斗漢的女兒，金佐鎮的孫女，也是演員宋一國的母親。在2016年第20屆總選中，她敗給南仁順，未能連任國會議員。